# Cattedrale di Nostra Signora della Pace

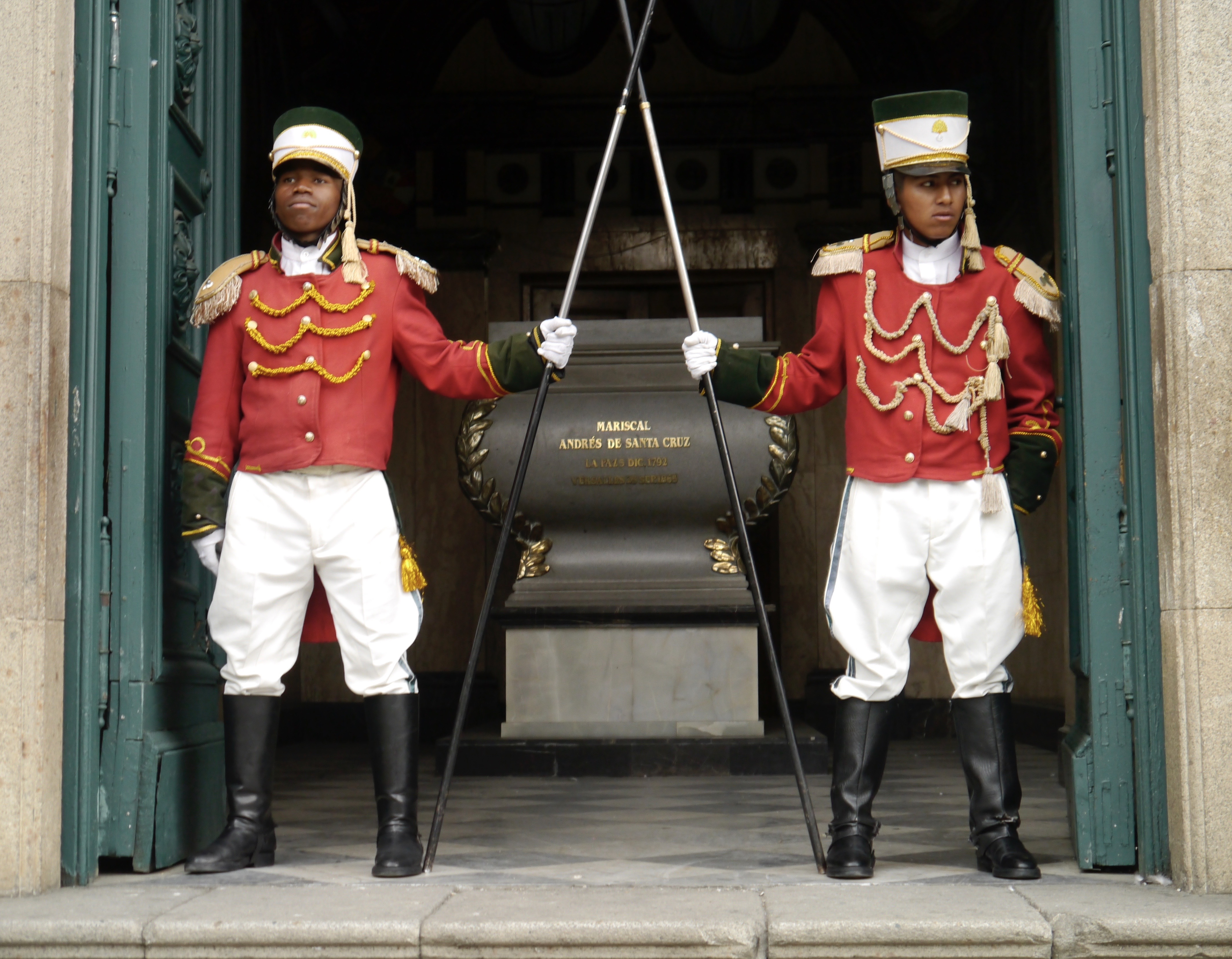
I membri del reggimento Colorados custodiscono la tomba di Andrés de Santa Cruz nella Basilica Cattedrale di Nostra Signora della Pace, La Paz

La Cattedrale di Nostra Signora della Pace  (in spagnolo Catedral Basílica de Nuestra Señora de La Paz), chiamata anche Cattedrale di La Paz, è una cattedrale e basilica minore e trova in Plaza Murillo nella città di La Paz   in Bolivia.  Fu costruita nel 1835 con un'architettura neoclassica con elementi barocchi. Ha un interno composto da cinque navate.

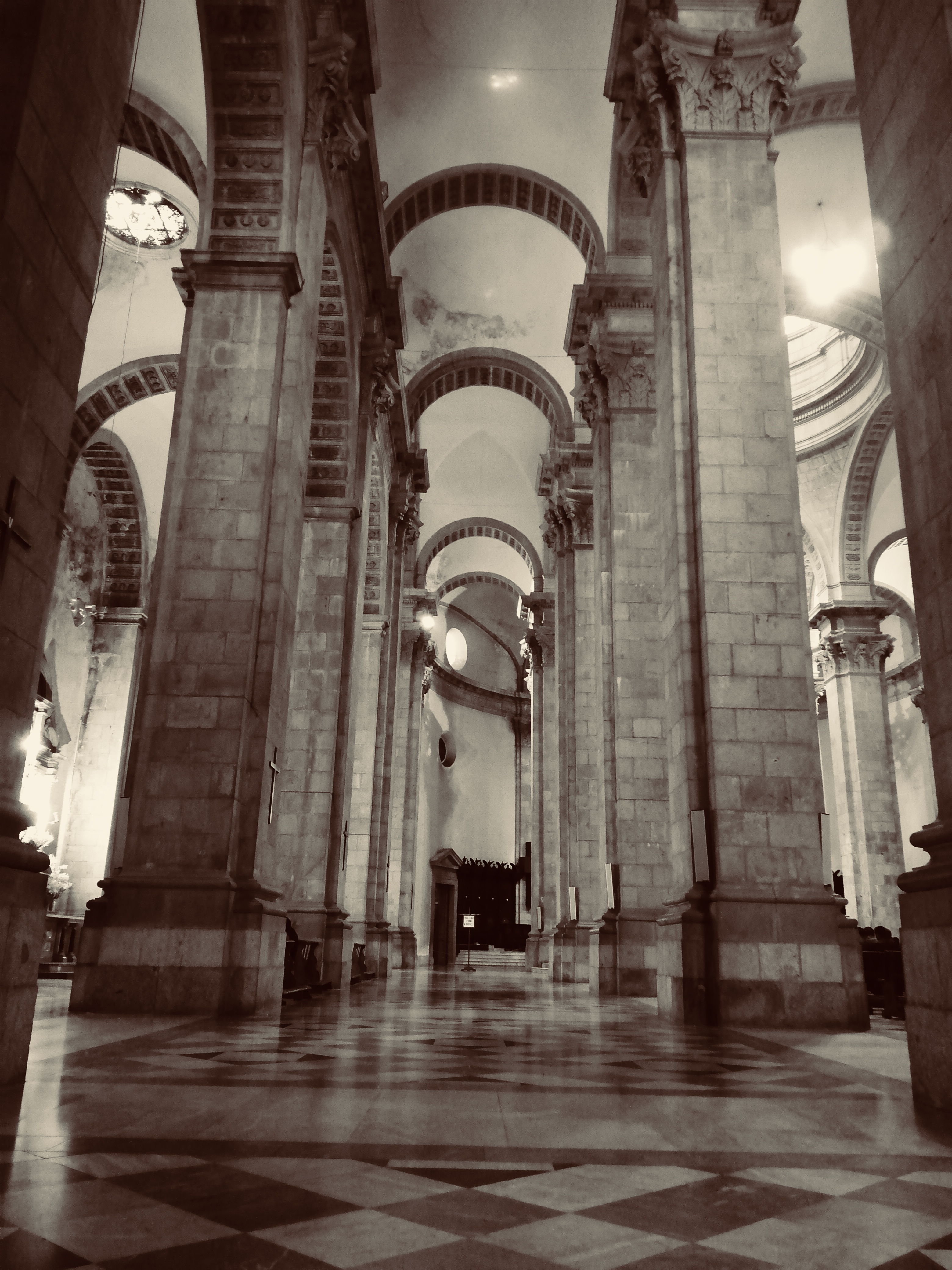
Interno.

La prima cattedrale di La Paz fu completata nel 1692 dopo 70 anni di costruzione; il primo edificio era in pietra, calce e mattoni. Nel 1831 si decise di demolirla a causa del crollo del suo presbiterio e di diverse crepe che ne minacciavano il crollo. La costruzione dell'attuale cattedrale iniziò il 24 marzo 1835 e fu inaugurata nel 1925, in occasione del primo centenario della fondazione della Repubblica di Bolivia. Sebbene sia stata aperta quell'anno, le rifiniture interne sono state terminate nel 1932.
Nel 1989 furono aperte le sue due torri laterali, in coincidenza con la visita di Papa Giovanni Paolo II.

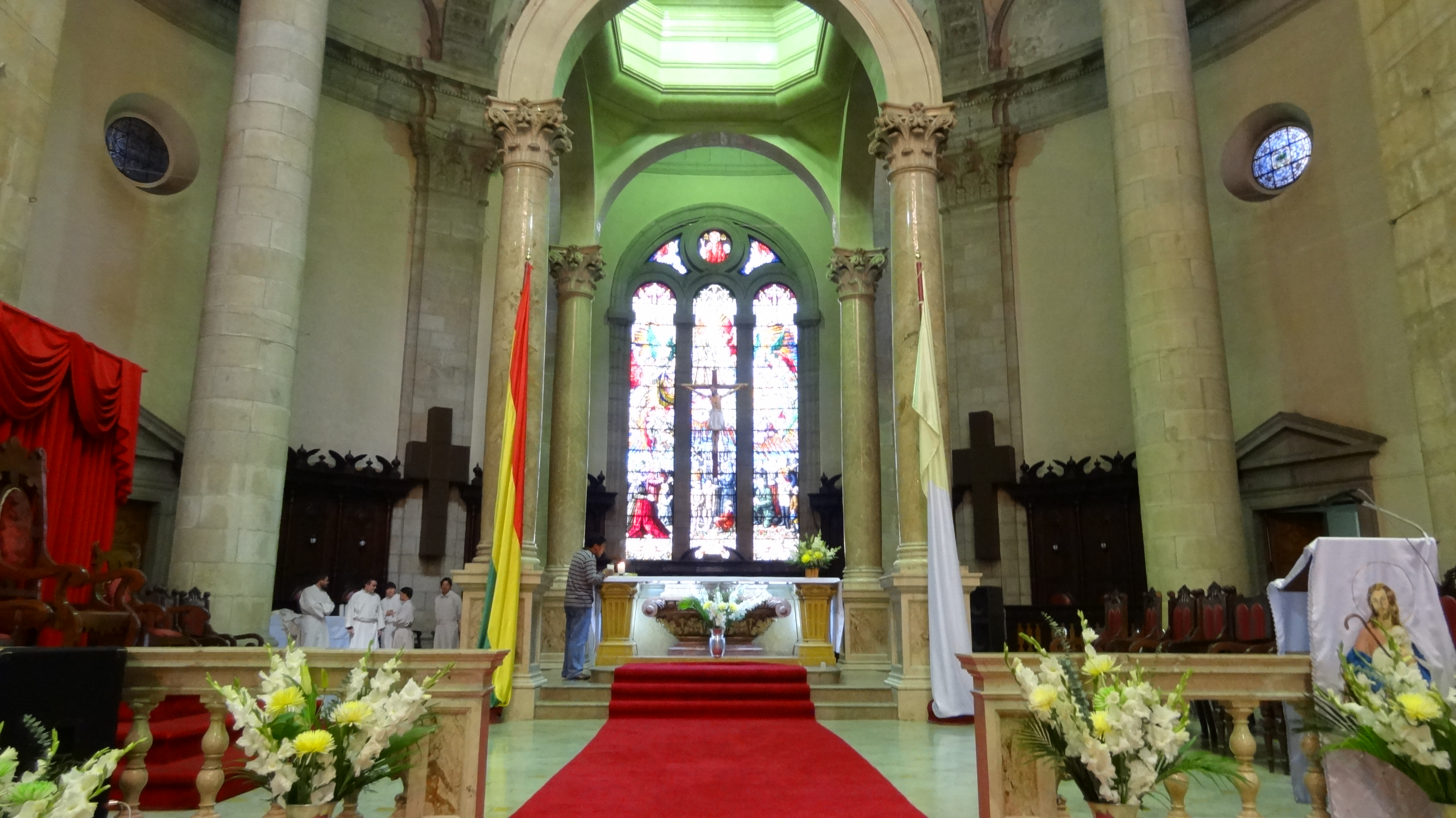
Vista interna

## Struttura
Ha una facciata a due corpi, cinque navate con una porta d'ingresso per ciascuna. La porta e il finestrone centrali sono fiancheggiati da 3  colonne corinzie per lato. La sua facciata ha diverse colonne corinzie e ornamenti che ricordano lo stile greco-romano. Spicca una grande cupola metallica, e due cupolette, anch'esse metalliche, che coronano le torri.
L'altare maggiore, la scalinata e la base del coro sono stati realizzati con marmo proveniente dall'Italia e presentano altorilievi e inserti in bronzo.
Nel sottosuolo le cripte sono grandi, occupano due ettari e attualmente, per gran parte, sono interrate con sabbia.